# Совет по содействию экспорту Кении
Совет по содействию экспорту Кении — государственное агентство правительства Кении, отвечающее за развитие экспортной торговли в стране.
Совет был основан в 1992 году. Основной его целью является устранение барьеров, с которыми сталкиваются экспортеры и производители экспортных товаров и услуг, с целью повышения производительности экспортного сектора. Он был создан в целях переключения на внешнюю торговлю, которая до его создания являлась только внутренней. Со временем совет взял на себя руководство по всем национальным программам экспорта. На сегодняшний день это агентство является координирующим центром в сфере экспортной деятельности в стране.

## Ассоциированные организации
- Центр деловой информации Кении
- Ассоциация экспорта свежих продуктов питания Кении